# 聖魔大戰
《聖魔大戰》港譯「仙魔大戰」，是於1987年10月11日至1989年4月2日在朝日放送、朝日電視台聯播網全75話播映的電視動畫。以當時受歡迎的《聖魔大戰：悪魔V.S.天使貼紙》為原作。

## 播映時間
- 1987年12月開始 - 毎週日8:45～9:00（JST）
- 1988年1月之後 - 毎週日曜8:30～9:00（JST）
  - 第63集在1988年12月28日（週三）19:30～20:00（JST）播映。
  - 第64集原定在1989年1月8日播出，但當日因為7日改播昭和天皇崩御相關節目，延後一周

## 簡介
天魔界的惡魔開始向天聖界發動功擊，天聖界受到威脅。
天聖界的領袖─超級宙斯(港譯「斯巴謝斯天帝」)，為了恢復到天使和惡魔和平生活的時代，他召集天使前往「次界」。 「次界」是一個位於西方遙遠盡頭的世界，在那裏每人都可以和睦相處。
超級宙斯命令天使長─聖鳳凰，召集8位若神子，前往「次界」。
同時，誕生於聖動源的若神子之一─大和王子於夢中被告知；只要到逹次界，他就能成為偉大的天使。於是他出發前往次界。

## 故事

### 聖魔分裂與表層界崩壞
劇場版《ビックリマン第一次聖魔大戦》
舞台：表層界
「表層界」是一個天使、惡魔、守護天使和平共處的世界。有一天，天使之首薩滿汗(シャーマンカーン)與惡魔之首始祖侏儸（ジュラ）分別被託付了光之子超級宙斯（スーパーゼウス）與影之子黑宙斯（ブラックゼウス）。然而，不甘居人之下的始祖侏儸覺醒了邪惡之心，他將黑宙斯封印到體內，並率領惡魔大軍，與天使及守護天使互相對抗......
隨着時間流逝，超級宙斯長大成人，並作為天使的領袖，與惡魔作戰。這場被後世稱為「第一次聖魔大戰」的戰役，以超級宙斯戰勝始祖侏儸告終。然而，大戰觸怒了聖神，來自聖神之怒把表層界一分為二，分裂成天使居住的「天聖界」與惡魔居住的「天魔界」。

### 若神子集結
第1話-第12話
舞台：天聖界
第一次聖魔大戰結束後，天聖界的天使與守護天使渡過了一段很長的和平時光。但惡魔大軍在史巴地比天帝（スーパーデビル）領導下，開始入侵天聖界。為此事擔憂的聖鳳凰（フェニックス）於天聖界集結8位若神子，協助他踏上尋找希望之地「次界」的旅程。
另一方面，自從大和王子從惡魔手上救出十字架天使開始，天子男傑克（ジャック）、騎神阿里巴巴（アリババ）、牛若天子陸續加入聖鳳凰的行列。讓史巴地比天帝感受到威脅，並想引聖鳳凰一行人到夢幻ゾーン，將他們一網打盡。但連番操作反而令餘下的若神子：一本釣帝、魯神活特(フッド)、彼德神子召集出來。

### 六聖球強奪與聖戰衣化
第16話-第17話
舞台：天聖界
惡魔大軍前線指揮官撒旦瑪利（サタンマリア）為了增強力量，計劃奪取若神子的老師，一眾老天使所持有的「六聖球」。她欺騙六位老天使參加温泉之旅，並趁機偷取「豐‧光‧動‧夢‧遊‧靈」六聖球，變成更強大的形態。
此事過後，聖鳳凰放棄了不抵抗主義的想法，並向超級宙斯尋求力量。然而，連薩滿汗也束手無策。此時，撒旦瑪利襲擊若神子們，讓他們陷入危機。聖鳳凰以自己為盾抵擋撒旦瑪利的攻擊，拯救同伴的心，讓聖鳳凰變身成「聖戰衣化」的戰鬥形態。為了進一步提升自己的力量，他選擇獨自踏上試煉之旅。

### 始祖侏儸（ジュラ）復活、6聖蛋爆擊
第18話-第21話
舞台：天聖界
在第一第聖魔大戰中被擊敗及封印的始祖侏儸（ジュラ）復活。並攻擊天聖界各地的天使及守護天使，並將他們石化。為了擊敗始祖侏儸，需要集結6名復活天使的「6聖蛋」。各天使陸續強化成復活天使，讓始祖侏儸感到受威脅。所以，始祖侏儸趁著最後一位復活天使--十字架天使強化升級前，把她捉去。
在大和王子的努力下，成功救出十字架天使。歸來的聖鳳凰讓十字架天使強化成十字Angel（クロスエンジェル）。最後，十字Angel把6人持有的聖蛋裝進金色十字架炮上，並成功以6聖蛋消滅始祖侏儸。
然而，隨著始祖侏儸被消滅，封印在始祖侏儸體內的影之子黑宙斯（ブラックゼウス）亦甦醒了，他更向天使們宣戰。

### 完成 聖機器人 ‧ 希拉戰神（ヘラクライスト)
第23話-第28話
舞台：天聖界 ‧ 天安京
聖鳳凰一行人終於找到最後一位若神子：照光子，並抵達天安京。然而，他們被黑宙斯所率領的惡魔軍擋住去路。黑宙斯的攻擊--虹光波(レインボービームウェーブ)令一眾天使們陷入苦戰。為了與惡魔軍對抗，天使們製造出擁有12位天使力量的聖機械人 ‧ 希拉戰神（ヘラクライスト)。雖然希拉戰神的本體於惡魔軍干擾下完成了，但唯獨欠缺了最重要的心。12天使曾一度放棄完成希拉戰神，最終仍透過輸入12天使的力量，讓希拉戰神以完全體的聖機器人誕生。
「出來吧！」隨著這句開戰宣言，希拉戰神與黑宙斯以渺無人煙的天界山脈為擂台展開一對一的戰鬥。戰鬥持續了一日一夜，結果繼承12天使力量的希拉戰神擊敗了黑宙斯。

### 六魔極 與 天聖門
第29話-第36話
舞台：天聖界 ‧ 天聖門
若神子們終於來到次界的入口─天聖門。然而，過去有很多天使於命喪於前往次界路途上，因此天聖門被封印了。為了打開前往次界的天聖門，若神子們必須尋找門上所繪畫的12位天使。
就在這時，惡魔軍正陸續完成幻、暗、重、底、邪、迷的六魔極。並於六魔極中，讓所向無敵的魔偶王 ‧ 魔肖尼祿(ネロ)誕生。魔肖尼祿能吸收神聖力量並轉換成邪惡力量。面對如此強大的敵人，超級宙斯亦挺身而出，不斷放出神聖力量讓魔肖尼祿吸收。最終吸收的能量超出魔肖尼祿身體的負荷，讓他崩壞並顯露出其原本的姿態尼祿魔身，最終自爆而消滅。
天聖門終於打開，照光子以聖色光照耀出通往次界的道路。其餘7位若神子，得到7位天使的力量加持，升級強化為神帝，並與聖鳳凰一起前往次界的旅程。

## 登場人物

### 天聖界
超級宙斯（スーパーゼウス）(港譯「斯巴謝斯天帝」)(港﹕源家祥)
天聖界的最高神，同時是首個接受天聖勳章的受勳者。被薩滿汗栽培成未來領袖。
母親是聖神娜迪亞，父親是超聖神。有一個雙胞胎兄弟黑宙斯(港譯「布拉謝斯」)，並有一個同父異母的妹妹─奧林公主(寶芝)。
雖然身為眾神之首，卻相當貪財好色。作為最高領袖，與天魔界領袖超級惡魔(港舊譯「史巴利比」)作戰時，出於自己年老，以及希望年輕神子可以有更多活躍機會，相對較少參與戰鬥。但當天聖界受到被譽為最強惡魔的魔肖猊玀破壞時，他站出來，用他的力量打敗魔肖猊玀。
同時是每集仙魔大戰都會出場的角色。
巫師汗（シャーマンカーン）
超級宙斯的輔佐，早在天聖界誕生之前已經仕奉聖神ナディア，也是超級宙斯的養育者、天聖界的賢者。主要負責古文書翻譯及解讀。巫師汗討厭戰鬥，因此除了用作預知惡魔位置的大聖旗外，並無任何武器。
聖鳳凰（フェニックス）→聖鳳凰（聖戰衣化）→首領洛可可（ヘッドロココ ）→アンド洛可可
超級宙斯在次界創造的聖神子，個性穩重、討厭爭執，有著極強責任感以及統率力，在大和王子一行人當中，擔當領袖地位。後來得到聖戰衣化的力量，變身成戰鬥型態「洛可可」。
耶穌大力士（ヘラクライスト)
體型相當巨大的聖神，由天安京的12名天使，將力量注入而成。
十字架天使→十字Angel（クロスエンジェル）→箭矢天使（アローエンジェル）→強棒天使（ストライクエンジェル）
大和王子在旅途中遇到的天使，為了令惡魔改邪歸正而加入。雖然是一名愛哭鬼，其實相當有正義感。主要武器是弓箭，只要射向惡魔，便可淨化邪力。

### 若神子→神帝
大和（ヤマト）王子→大和神帝→大和爆神→聖V大和
- 動畫的主角，誕生於聖動源的若神子。個性開朗，有些急躁，有點笨手笨腳，但做甚麼事情都非常努力。若神子(神帝)的中心人物。
- 他是大和王子時，髮色是綠色;他是大和神帝時，髮色是栗色;他是大和爆神時，髮色是淺藍色。
- 武器是讓敵人喝醉並攻擊的「一氣醉劍」→擁有太陽之力的「日出劍」→「サバイブラスト剣」
- 額頭上的聖動面具是類似黑貓的飾物，能讓大和王子作出名為「達急動」(港譯「神行步」)的超高速移動。
- 於穿過天聖門時，得到如面菩薩的加持，升級為大和神帝。
- 由於史巴地比天帝的奸計，首領洛可可於到達次界前被消失了。而根據聖典記載「日出之劍的持有者，將率先進入次界」。因此，持有日出劍的大和神帝繼承了首領洛可可的力量，成為大和爆神，並成為一眾神帝的領袖，帶領大家前往次界。
- 次動ネブラ恢復和平後，大和爆神與希拉公主及強棒天使（ストライクエンジェル）留在次動ネブラ建立和平的界。
- 於最終大戰時，大和爆神與眾神帝為了奪回六聖球，被天蓋瀑布的水所吞沒。但他們的犧牲，為次界的最終區域─久遠エリア帶來了一道彩虹，為聖魔和合創造了一個機會。

牛若天子→牛若神帝→聖靈牛若→聖Y牛若
- 聖靈源誕生的若神子。
- 個性體貼温柔，言語彬彬有禮，但有時也會有激動的一面。
- 穿過天聖門時，得到ポンプ大帝(港譯「抽水大帝」)加持，升級為牛若神帝。
- 最後得到霊子シナプソン的幫助，升級成為聖靈牛若。
- 擅長使用聖笛和操縱水。成為神帝時的武器為「聖水劍」。
- 髮色為紫色，神帝時髮色是綠色，聖靈牛若時髮色是藍色，聖Y牛若時髮色是深褐色。

天子男傑克（ジャック）→神帝男傑克→聖遊男傑克
騎神阿里巴巴（アリババ）→神帝阿里巴巴→幽靈阿里巴巴
魯神フッド→神帝フッド→聖豐フッド
彼德（ピーター）神子→神帝彼德→聖幻彼德
一本釣帝→一本釣神帝→聖界一本釣
照光子→烈神照光
神光子

### 天魔界
（スーパーデビル）
撒旦瑪利亞（サタンマリア）→撒旦瑪利亞（六聖球型態）→神奇瑪利亞ワンダーマリア
魔胎傳諾亞（ノア）
始祖侏儸（ジュラ）
黑宙斯（ブラックゼウス）
魔肖猊玀（ネロ）→猊玀（ネロ）魔身→デカ猊玀（ネロ）
魔魂プタゴラドン
魔STER（魔スター）P
ダビデブ
魔統ゴモランジェロ
ダークへラ（王女ヘラ）

### 天地球
愛然輝耀（かぐや）
古聖長へブダヤ

## 工作人員
- 企画・プロデューサー：鍋島進二、山口康男、春日東、亀山泰夫
- 製作担当：横井三郎
- 系列構成：富田祐弘
- 脚本：富田祐弘、柳川茂、益子幸代、渡辺麻実、まるおけいこ
- 系列導演：貝澤幸男
- 演出：貝沢幸男、新田義方、角銅博之、矢部秋則、佐藤順一、岡佳広、遠藤勇二、有間二郎
- 人物設定：青山充
- 美術：浦田又治
- 音楽：有澤孝紀
- 製作：朝日放送、東映動画（現・東映アニメーション）、旭通信社（現・ADK）

## 主題歌
- OP「ドリーミング・A・GO・GO」
- ED「スーパーウォーズ」

歌：小橋二郎、織田純一郎、Ammy

## 續作
- 新仙魔大戰（新ビックリマン）

台譯「超級仙魔大戰」。
- 超仙魔大戰（スーパービックリマン）

港譯「超級魔神戰記」，改以真人比例出場的角色。
- 仙魔大戰2000（ビックリマン2000）

港譯「新仙魔大戰」，以"仙魔通史"時間來計，暫時是仙魔系列通史中最後(最新)歷史。
- 真仙魔大戰（祝!(ハピ☆ラキ)ビックリマン）

2006年新作，台譯「快樂驚奇小子」，以最舊仙魔大戰之前發生的故事為背景。以"仙魔通史"時間來計，暫時是仙魔系列通史中最前(最舊)歷史。

## 外部連結
- 聖魔大戰 （页面存档备份，存于）（東映動畫）（日語）
- 聖魔大戰・官方網頁 （页面存档备份，存于）（日語）